# Сачков, Козьма Иудич
Козьма Иудич Сачков (1829 — 1865) — русский прозаик.

## Биография
Козьма Сачков родился в 1828/29 году в довольно бедной семье. Получив образование мелким служил канцелярским чиновником, но вскоре оставил службу и, посвятив себя литературе, стал издавать свои сочинения в русскоязычных периодических печатных изданиях, среди которых были: «Семейный круг», «Петербургский вестник», в «Гудок» и «Заноза».
Согласно «ЭСБЕ» и «РБСП», из его произведений наиболее талантливо были написаны рассказы «Надзиратель» и «Купчик». 
Сачков вёл довольно невоздержанный образ жизни, поэтому его здоровье было надломено довольно рано и в 1865 году Козьма Иудич Сачков умер в городе Санкт-Петербурге, на 36 году жизни.